# Miguel Ramírez
Miguel Mauricio Ramírez Pérez (Santiago, 1970. június 11. –) chilei válogatott labdarúgó, hátvéd és edző.

## Pályafutása

### Klubcsapatban
1988 és 1995 között a Colo-Colo csapatában játszott, mellyel négy bajnoki címet szerzett és 1991-ben megnyerte csapatával a Libertadores-kupát. Az 1995–96-os szezonban a spanyol Real Sociedad játékosa volt. 1996 és 1997 között Mexikóban a Monterreyben futballozott. 1997-től 2003-is az Universidad Católicát erősítette, melynek tagjaként 2002-ben Apertura bajnoki címet szerzett. 2004 és 2005 között a Colo-Colo labdarúgója volt. 

### A válogatottban
1991 és 2004 között 62 mérkőzésen szerepelt a chilei válogatottban és 1 gólt szerzett. Részt vett az 1991-es, az 1993-as, az 1995-ös, az 1999-es és a 2004-es Copa Américán, valamint az 1998-as világbajnokságon,  ahol az Olaszország és a Kamerun elleni csoportmérkőzésén kezdőként, míg a Brazília elleni nyolcaddöntőben kezdőként lépett pályára.

## Sikerei, díjai
Colo-Colo
- Chilei bajnok (4): 1989, 1990, 1991, 1993
- Copa Libertadores győztes (1): 1991
- Recopa Sudamericana győztes (1): 1991
- Copa Interamericana (1): 1992

Universidad Católica
- Chilei bajnok (1): 2002 Apertura

West Ham United
- Intertotó-kupa (1): 1999

Chile
- Copa América bronzérmes (1): 1991